# Ziadin Sela

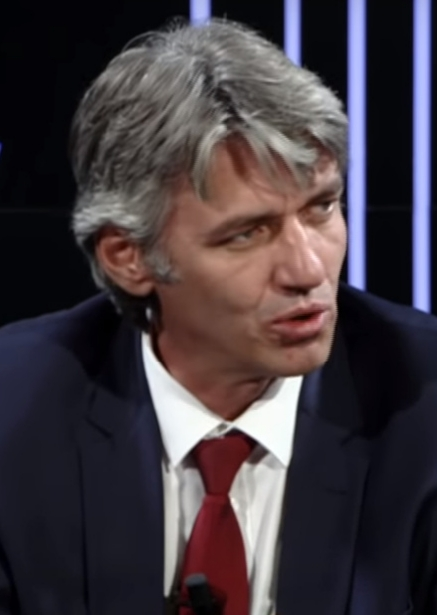
Ziadin Sela (2019)

Ziadin Sela (mazedonisch-kyrillisch Зиадин Села; * 1. November 1972 in Livada, SRF Jugoslawien, heute Nordmazedonien) ist ein nordmazedonischer Politiker albanischer Ethnie und seit ihrer Gründung 2015 Vorsitzender der albanischen Mitte-Rechts-Minderheitenpartei Aleanca për Shqiptarët (mit einer Unterbrechung von 2022 bis 2024). Zwischen 2011 und 2014 saß er als Abgeordneter für die Partia Demokratike Shqiptare (PDSH) im nordmazedonischen Parlament, seit 2016 für die Lëvizja për Reforma – Partia Demokratike Shqiptare (2017 in Aleanca për Shqiptarët umbenannt).

## Politische Karriere

### Ausbildung
Ziadin Sela studierte an der Universität Prishtina zum Facharzt für Innere Medizin.

### Bürgermeister von Struga 2013–2017
2009 wurde Ziadin Sela Parteivorsitzender der PDSH-Sektion in seiner Heimatstadt Struga. 2013 trat Ziadin Sela als Kandidat dieser Partei für die Bürgermeisterwahl in der Opština Struga an und gewann diese mit einem Vorsprung von etwa 2500 Stimmen gegen seinen Kontrahenten Arben Labënishti (BDI).
Während seiner Amtszeit wandelte er die Straße entlang der Ostseite des Schwarzen Drins in eine Fußgängerzone um. Dieser 2015 eröffnete Boulevard mit Steinplatten aus Berat kostete etwa 250.000 Euro und wurde vollumfänglich aus der Gemeindekasse bezahlt.

### Abspaltung von der PDSH und Parteineugründung 2015
Nach den schlechten Ergebnissen der PDSH bei der Parlamentswahl 2015 forderte Ziadin Sela den PDSH-Parteivorsitzenden Menduh Thaçi zum Rücktritt auf. Als dieser ablehnte, spalteten sich Sela und Gleichgesinnte von der PDSH ab und gründeten eine neue Partei namens Lëvizja për Reforma – Partia Demokratike Shqiptare (LR-PDSH), dessen Vorsitzender Sela wurde. Ende 2016 trat Thaçi letztlich doch vom Parteivorsitz zurück, um 2021 vom PDSH-Kongress erneut zum Parteichef gewählt zu werden. Unterdessen hatte Selas LR-PDSH eine Rückkehr ausgeschlossen und benannte sich im August 2017 in Aleanca për Shqiptarët um.

### Angriff von Rechtsaussen-Mob aufs Parlament 2017
Nach der Parlamentswahl im Dezember 2016 fiel Mazedonien in eine Krise und die Regierungsbildung zog sich in die Länge. Die Mitte-Rechts- bis Rechtsaußen-Partei VMRO-DPMNE unter ihrem damaligen Vorsitzenden Nikola Gruevski gewann sie zwar knapp, fuhr aber große Verluste ein. Die Sozialdemokraten wurden zweitgrößte Kraft und beabsichtigten mit der drittgrößten Kraft, der albanischen Minderheitenpartei Bashkimi Demokratik për Integrim (BDI), sowie anderen albanischen Minderheitenparteien eine Regierungskoalition einzugehen. Die VMRO-DPMNE verhinderte aber monatelang diesen Schulterschluss und als am 28. April 2017 Talat Xhaferi (BDI) zum Parlamentspräsidenten gewählt wurde – der erste in der Geschichte des Landes aus der albanischen Volksgruppe, drang ein gewalttätiger und aufgebrachter Mob aus mazedonischen Hooligans, Ultranationalisten und Extremisten, die der VMRO-DPMNE nahestanden, ins Parlamentsgebäude ein. Sie schlugen unter anderem Ziadin Sela und den sozialdemokratischen Parteivorsitzenden Zoran Zaev blutig zusammen. Die Polizei ließ den Mob sogar gewähren und griff erst um 22 Uhr ein. 2018 wurden die angeklagten Angreifer zu 82 Jahren Gefängnis verurteilt.

### Rücktritt von Parteivorsitz 2022 und Parteikrise 2024
Nach der Niederlage seiner Partei bei den Kommunalwahlen 2021 erklärte Sela im August 2022 seinen Rücktritt als Parteivorsitzender und zeigte sich bereit, dafür „Verantwortung zu übernehmen“. Beim dritten Parteikongress der Aleanca për Shqiptarët wurde Arben Taravari, designierter Bürgermeister von Gostivar, zum Vorsitzenden gewählt.
Anfang 2024 beabsichtigte Taravari, die Aleanca in Koalition zusammen mit den damaligen oppositionellen albanischen Minderheitenparteien (Wahlbündnis „VLEN“) für die Parlamentswahlen antreten zu lassen. Ziadin Sela und andere kritisierten dies. Im Februar 2024 berief Taravari dann einen Parteikongress ein, wo das Parteiorgan der Zentralversammlung, deren Vorsitz Ziadin Sela hat, aufgehoben wurde. Am 17. Februar 2024 berief Sela wiederum einen eigenen Parteikongress ein. Mit 591 von 837 Voten setzten die Kongressteilnehmer den Parteivorsitzenden Arben Taravari ab und wählten Ziadin Sela zum neuen Parteichef. Diesbezüglich ist nun ein Gerichtsverfahren hängig, wo Sela und Taravari um die Führung der Aleanca streiten.
Am 25. März 2024 einigten sich im Vorfeld der Parlamentswahl Ali Ahmetis BDI, Menduh Thaçis Partia Demokratike Shqiptare (PDSH) und zwei kleinere Parteien der albanischen Minderheit auf ein Wahlbündnis mit dem Namen „Fronti Europian“, die ihre Unterstützung für die NATO und die Europäische Union bekräftigte und vor einer „Institutionalisierung der russischen Politik“ in Nordmazedonien warnte. Am 29. März 2024 trat der Parteiflügel von Ziadin Sela dem Wahlbündnis bei.
Die „Europäische Front“ holte schließlich 13,78 % der Stimmen und trat nach der Regierungskoalition zwischen der VMRO-DPMNE und dem albanischen Parteibündnis VLEN in die Opposition. Ziadin Sela wurde wiederum in seinem Amt als Parlamentsabgeordneter bestätigt. Er ließ im Juli 2024 die Möglichkeit offen, 2025 erneut für das Struganer Bürgermeisteramt zu kandidieren.

## Politische Positionen
Ziadin Sela unterstützt eine Föderalisierung Nordmazedoniens in einen (slawisch-)mazedonischen und einen albanischen Teil.